# James H. Charlesworth
James H. Charlesworth (n 1940) é um investigador, professor de Literatura e grego helenístico em várias universidades e diretor do Projeto dos Manuscritos do Mar Morto no Seminário Teológico de Princeton, sendo autor de mais de sessenta livros e seiscentos artigos científicos. É notável pela sua investigação nos campos da apocrifia e pseudepigrafia do Novo Testamento, do Tanach, dos Manuscritos do Mar Morto, de Flávio Josefo, Jesus histórico e do Evangelho segundo João.